# 1518
Portal Geschichte | Portal Biografien | Aktuelle Ereignisse | Jahreskalender | Tagesartikel

◄ |
15. Jahrhundert |
16. Jahrhundert
| 17. Jahrhundert | ►

◄ |
1480er |
1490er |
1500er |
1510er
| 1520er | 1530er | 1540er | ►

◄◄ |
◄ |
1514 |
1515 |
1516 |
1517 |
1518
| 1519 | 1520 | 1521 | 1522 | ► | ►►
Staatsoberhäupter  · Nekrolog · Kunstjahr · Literaturjahr · Musikjahr   · Wissenschaftsjahr
| Januar | Januar | Januar | Januar | Januar | Januar | Januar | Januar |
| Kw     | Mo     | Di     | Mi     | Do     | Fr     | Sa     | So     |
| ------ | ------ | ------ | ------ | ------ | ------ | ------ | ------ |
| 53     |        |        |        |        | 1      | 2      | 3      |
| 1      | 4      | 5      | 6      | 7      | 8      | 9      | 10     |
| 2      | 11     | 12     | 13     | 14     | 15     | 16     | 17     |
| 3      | 18     | 19     | 20     | 21     | 22     | 23     | 24     |
| 4      | 25     | 26     | 27     | 28     | 29     | 30     | 31     |

| Februar | Februar | Februar | Februar | Februar | Februar | Februar | Februar |
| Kw      | Mo      | Di      | Mi      | Do      | Fr      | Sa      | So      |
| ------- | ------- | ------- | ------- | ------- | ------- | ------- | ------- |
| 5       | 1       | 2       | 3       | 4       | 5       | 6       | 7       |
| 6       | 8       | 9       | 10      | 11      | 12      | 13      | 14      |
| 7       | 15      | 16      | 17      | 18      | 19      | 20      | 21      |
| 8       | 22      | 23      | 24      | 25      | 26      | 27      | 28      |

| März | März | März | März | März | März | März | März |
| Kw   | Mo   | Di   | Mi   | Do   | Fr   | Sa   | So   |
| ---- | ---- | ---- | ---- | ---- | ---- | ---- | ---- |
| 9    | 1    | 2    | 3    | 4    | 5    | 6    | 7    |
| 10   | 8    | 9    | 10   | 11   | 12   | 13   | 14   |
| 11   | 15   | 16   | 17   | 18   | 19   | 20   | 21   |
| 12   | 22   | 23   | 24   | 25   | 26   | 27   | 28   |
| 13   | 29   | 30   | 31   |      |      |      |      |

| April | April | April | April | April | April | April | April |
| Kw    | Mo    | Di    | Mi    | Do    | Fr    | Sa    | So    |
| ----- | ----- | ----- | ----- | ----- | ----- | ----- | ----- |
| 13    |       |       |       | 1     | 2     | 3     | 4     |
| 14    | 5     | 6     | 7     | 8     | 9     | 10    | 11    |
| 15    | 12    | 13    | 14    | 15    | 16    | 17    | 18    |
| 16    | 19    | 20    | 21    | 22    | 23    | 24    | 25    |
| 17    | 26    | 27    | 28    | 29    | 30    |       |       |

| Mai | Mai | Mai | Mai | Mai | Mai | Mai | Mai |
| Kw  | Mo  | Di  | Mi  | Do  | Fr  | Sa  | So  |
| --- | --- | --- | --- | --- | --- | --- | --- |
| 17  |     |     |     |     |     | 1   | 2   |
| 18  | 3   | 4   | 5   | 6   | 7   | 8   | 9   |
| 19  | 10  | 11  | 12  | 13  | 14  | 15  | 16  |
| 20  | 17  | 18  | 19  | 20  | 21  | 22  | 23  |
| 21  | 24  | 25  | 26  | 27  | 28  | 29  | 30  |
| 22  | 31  |     |     |     |     |     |     |

| Juni | Juni | Juni | Juni | Juni | Juni | Juni | Juni |
| Kw   | Mo   | Di   | Mi   | Do   | Fr   | Sa   | So   |
| ---- | ---- | ---- | ---- | ---- | ---- | ---- | ---- |
| 22   |      | 1    | 2    | 3    | 4    | 5    | 6    |
| 23   | 7    | 8    | 9    | 10   | 11   | 12   | 13   |
| 24   | 14   | 15   | 16   | 17   | 18   | 19   | 20   |
| 25   | 21   | 22   | 23   | 24   | 25   | 26   | 27   |
| 26   | 28   | 29   | 30   |      |      |      |      |

| Juli | Juli | Juli | Juli | Juli | Juli | Juli | Juli |
| Kw   | Mo   | Di   | Mi   | Do   | Fr   | Sa   | So   |
| ---- | ---- | ---- | ---- | ---- | ---- | ---- | ---- |
| 26   |      |      |      | 1    | 2    | 3    | 4    |
| 27   | 5    | 6    | 7    | 8    | 9    | 10   | 11   |
| 28   | 12   | 13   | 14   | 15   | 16   | 17   | 18   |
| 29   | 19   | 20   | 21   | 22   | 23   | 24   | 25   |
| 30   | 26   | 27   | 28   | 29   | 30   | 31   |      |

| August | August | August | August | August | August | August | August |
| Kw     | Mo     | Di     | Mi     | Do     | Fr     | Sa     | So     |
| ------ | ------ | ------ | ------ | ------ | ------ | ------ | ------ |
| 30     |        |        |        |        |        |        | 1      |
| 31     | 2      | 3      | 4      | 5      | 6      | 7      | 8      |
| 32     | 9      | 10     | 11     | 12     | 13     | 14     | 15     |
| 33     | 16     | 17     | 18     | 19     | 20     | 21     | 22     |
| 34     | 23     | 24     | 25     | 26     | 27     | 28     | 29     |
| 35     | 30     | 31     |        |        |        |        |        |

| September | September | September | September | September | September | September | September |
| Kw        | Mo        | Di        | Mi        | Do        | Fr        | Sa        | So        |
| --------- | --------- | --------- | --------- | --------- | --------- | --------- | --------- |
| 35        |           |           | 1         | 2         | 3         | 4         | 5         |
| 36        | 6         | 7         | 8         | 9         | 10        | 11        | 12        |
| 37        | 13        | 14        | 15        | 16        | 17        | 18        | 19        |
| 38        | 20        | 21        | 22        | 23        | 24        | 25        | 26        |
| 39        | 27        | 28        | 29        | 30        |           |           |           |

| Oktober | Oktober | Oktober | Oktober | Oktober | Oktober | Oktober | Oktober |
| Kw      | Mo      | Di      | Mi      | Do      | Fr      | Sa      | So      |
| ------- | ------- | ------- | ------- | ------- | ------- | ------- | ------- |
| 39      |         |         |         |         | 1       | 2       | 3       |
| 40      | 4       | 5       | 6       | 7       | 8       | 9       | 10      |
| 41      | 11      | 12      | 13      | 14      | 15      | 16      | 17      |
| 42      | 18      | 19      | 20      | 21      | 22      | 23      | 24      |
| 43      | 25      | 26      | 27      | 28      | 29      | 30      | 31      |

| November | November | November | November | November | November | November | November |
| Kw       | Mo       | Di       | Mi       | Do       | Fr       | Sa       | So       |
| -------- | -------- | -------- | -------- | -------- | -------- | -------- | -------- |
| 44       | 1        | 2        | 3        | 4        | 5        | 6        | 7        |
| 45       | 8        | 9        | 10       | 11       | 12       | 13       | 14       |
| 46       | 15       | 16       | 17       | 18       | 19       | 20       | 21       |
| 47       | 22       | 23       | 24       | 25       | 26       | 27       | 28       |
| 48       | 29       | 30       |          |          |          |          |          |

| Dezember | Dezember | Dezember | Dezember | Dezember | Dezember | Dezember | Dezember |
| Kw       | Mo       | Di       | Mi       | Do       | Fr       | Sa       | So       |
| -------- | -------- | -------- | -------- | -------- | -------- | -------- | -------- |
| 48       |          |          | 1        | 2        | 3        | 4        | 5        |
| 49       | 6        | 7        | 8        | 9        | 10       | 11       | 12       |
| 50       | 13       | 14       | 15       | 16       | 17       | 18       | 19       |
| 51       | 20       | 21       | 22       | 23       | 24       | 25       | 26       |
| 52       | 27       | 28       | 29       | 30       | 31       |          |          |

| Januar | Januar | Januar | Januar | Januar | Januar | Januar | Januar |
| Kw     | Mo     | Di     | Mi     | Do     | Fr     | Sa     | So     |
| ------ | ------ | ------ | ------ | ------ | ------ | ------ | ------ |
| 53     |        |        |        |        | 1      | 2      | 3      |
| 1      | 4      | 5      | 6      | 7      | 8      | 9      | 10     |
| 2      | 11     | 12     | 13     | 14     | 15     | 16     | 17     |
| 3      | 18     | 19     | 20     | 21     | 22     | 23     | 24     |
| 4      | 25     | 26     | 27     | 28     | 29     | 30     | 31     |

| Februar | Februar | Februar | Februar | Februar | Februar | Februar | Februar |
| Kw      | Mo      | Di      | Mi      | Do      | Fr      | Sa      | So      |
| ------- | ------- | ------- | ------- | ------- | ------- | ------- | ------- |
| 5       | 1       | 2       | 3       | 4       | 5       | 6       | 7       |
| 6       | 8       | 9       | 10      | 11      | 12      | 13      | 14      |
| 7       | 15      | 16      | 17      | 18      | 19      | 20      | 21      |
| 8       | 22      | 23      | 24      | 25      | 26      | 27      | 28      |

| März | März | März | März | März | März | März | März |
| Kw   | Mo   | Di   | Mi   | Do   | Fr   | Sa   | So   |
| ---- | ---- | ---- | ---- | ---- | ---- | ---- | ---- |
| 9    | 1    | 2    | 3    | 4    | 5    | 6    | 7    |
| 10   | 8    | 9    | 10   | 11   | 12   | 13   | 14   |
| 11   | 15   | 16   | 17   | 18   | 19   | 20   | 21   |
| 12   | 22   | 23   | 24   | 25   | 26   | 27   | 28   |
| 13   | 29   | 30   | 31   |      |      |      |      |

| April | April | April | April | April | April | April | April |
| Kw    | Mo    | Di    | Mi    | Do    | Fr    | Sa    | So    |
| ----- | ----- | ----- | ----- | ----- | ----- | ----- | ----- |
| 13    |       |       |       | 1     | 2     | 3     | 4     |
| 14    | 5     | 6     | 7     | 8     | 9     | 10    | 11    |
| 15    | 12    | 13    | 14    | 15    | 16    | 17    | 18    |
| 16    | 19    | 20    | 21    | 22    | 23    | 24    | 25    |
| 17    | 26    | 27    | 28    | 29    | 30    |       |       |

| Mai | Mai | Mai | Mai | Mai | Mai | Mai | Mai |
| Kw  | Mo  | Di  | Mi  | Do  | Fr  | Sa  | So  |
| --- | --- | --- | --- | --- | --- | --- | --- |
| 17  |     |     |     |     |     | 1   | 2   |
| 18  | 3   | 4   | 5   | 6   | 7   | 8   | 9   |
| 19  | 10  | 11  | 12  | 13  | 14  | 15  | 16  |
| 20  | 17  | 18  | 19  | 20  | 21  | 22  | 23  |
| 21  | 24  | 25  | 26  | 27  | 28  | 29  | 30  |
| 22  | 31  |     |     |     |     |     |     |

| Juni | Juni | Juni | Juni | Juni | Juni | Juni | Juni |
| Kw   | Mo   | Di   | Mi   | Do   | Fr   | Sa   | So   |
| ---- | ---- | ---- | ---- | ---- | ---- | ---- | ---- |
| 22   |      | 1    | 2    | 3    | 4    | 5    | 6    |
| 23   | 7    | 8    | 9    | 10   | 11   | 12   | 13   |
| 24   | 14   | 15   | 16   | 17   | 18   | 19   | 20   |
| 25   | 21   | 22   | 23   | 24   | 25   | 26   | 27   |
| 26   | 28   | 29   | 30   |      |      |      |      |

| Juli | Juli | Juli | Juli | Juli | Juli | Juli | Juli |
| Kw   | Mo   | Di   | Mi   | Do   | Fr   | Sa   | So   |
| ---- | ---- | ---- | ---- | ---- | ---- | ---- | ---- |
| 26   |      |      |      | 1    | 2    | 3    | 4    |
| 27   | 5    | 6    | 7    | 8    | 9    | 10   | 11   |
| 28   | 12   | 13   | 14   | 15   | 16   | 17   | 18   |
| 29   | 19   | 20   | 21   | 22   | 23   | 24   | 25   |
| 30   | 26   | 27   | 28   | 29   | 30   | 31   |      |

| August | August | August | August | August | August | August | August |
| Kw     | Mo     | Di     | Mi     | Do     | Fr     | Sa     | So     |
| ------ | ------ | ------ | ------ | ------ | ------ | ------ | ------ |
| 30     |        |        |        |        |        |        | 1      |
| 31     | 2      | 3      | 4      | 5      | 6      | 7      | 8      |
| 32     | 9      | 10     | 11     | 12     | 13     | 14     | 15     |
| 33     | 16     | 17     | 18     | 19     | 20     | 21     | 22     |
| 34     | 23     | 24     | 25     | 26     | 27     | 28     | 29     |
| 35     | 30     | 31     |        |        |        |        |        |

| September | September | September | September | September | September | September | September |
| Kw        | Mo        | Di        | Mi        | Do        | Fr        | Sa        | So        |
| --------- | --------- | --------- | --------- | --------- | --------- | --------- | --------- |
| 35        |           |           | 1         | 2         | 3         | 4         | 5         |
| 36        | 6         | 7         | 8         | 9         | 10        | 11        | 12        |
| 37        | 13        | 14        | 15        | 16        | 17        | 18        | 19        |
| 38        | 20        | 21        | 22        | 23        | 24        | 25        | 26        |
| 39        | 27        | 28        | 29        | 30        |           |           |           |

| Oktober | Oktober | Oktober | Oktober | Oktober | Oktober | Oktober | Oktober |
| Kw      | Mo      | Di      | Mi      | Do      | Fr      | Sa      | So      |
| ------- | ------- | ------- | ------- | ------- | ------- | ------- | ------- |
| 39      |         |         |         |         | 1       | 2       | 3       |
| 40      | 4       | 5       | 6       | 7       | 8       | 9       | 10      |
| 41      | 11      | 12      | 13      | 14      | 15      | 16      | 17      |
| 42      | 18      | 19      | 20      | 21      | 22      | 23      | 24      |
| 43      | 25      | 26      | 27      | 28      | 29      | 30      | 31      |

| November | November | November | November | November | November | November | November |
| Kw       | Mo       | Di       | Mi       | Do       | Fr       | Sa       | So       |
| -------- | -------- | -------- | -------- | -------- | -------- | -------- | -------- |
| 44       | 1        | 2        | 3        | 4        | 5        | 6        | 7        |
| 45       | 8        | 9        | 10       | 11       | 12       | 13       | 14       |
| 46       | 15       | 16       | 17       | 18       | 19       | 20       | 21       |
| 47       | 22       | 23       | 24       | 25       | 26       | 27       | 28       |
| 48       | 29       | 30       |          |          |          |          |          |

| Dezember | Dezember | Dezember | Dezember | Dezember | Dezember | Dezember | Dezember |
| Kw       | Mo       | Di       | Mi       | Do       | Fr       | Sa       | So       |
| -------- | -------- | -------- | -------- | -------- | -------- | -------- | -------- |
| 48       |          |          | 1        | 2        | 3        | 4        | 5        |
| 49       | 6        | 7        | 8        | 9        | 10       | 11       | 12       |
| 50       | 13       | 14       | 15       | 16       | 17       | 18       | 19       |
| 51       | 20       | 21       | 22       | 23       | 24       | 25       | 26       |
| 52       | 27       | 28       | 29       | 30       | 31       |          |          |

## Ereignisse

### Politik und Weltgeschehen

#### Spanien /Casa de Contratación

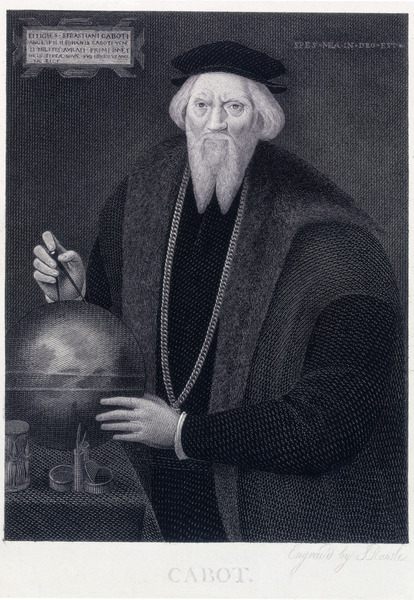
Sebastiano Caboto

Sebastiano Caboto wird von König Carlos I. als Nachfolger des am 2. Februar gestorbenen Juan Díaz de Solís zum piloto mayor der spanischen Casa de Contratación ernannt. Als solcher hat er die Aufgabe, Navigationsmethoden und die Herstellung von entsprechenden Instrumenten zu lehren, Navigatoren auszubilden, sowie das verfügbare Kartenmaterial zu korrigieren und zu verbessern. Er ist darüber hinaus der geographische Berater des Königs in Fragen der Navigation in Übersee.
Die Portugiesen Fernão de Magalhães und Rui Faleiro schließen am 22. März mit König Karl I. von Spanien in Valladolid einen Vertrag, in dem Karl den beiden fünf Schiffe zur Verfügung stellt, mit denen sie die Gewürzinseln finden sollen. Ihnen wird ein Fünftel der Reichtümer zugebilligt, die die Reise einbringt. Sie und ihre Erben sollen in allen neu entdeckten Ländern als Gouverneure regieren. Auf keinen Fall sollen die beiden hingegen im portugiesischen Teil der Erde tätig werden, womit eine Weltumrundung implizit ausgeschlossen wird. Zudem sichert der König zu, innerhalb von zehn Jahren keinem anderen diese Reise zu ermöglichen. Die Finanzierung erfolgt durch die spanische Krone und den Reeder Cristobal de Haro, in geringerem Maße beteiligt sich das Bankhaus der Augsburger Fugger. Der ursprünglich für den 25. August geplante Beginn der Fahrt verzögert sich jedoch. Als Magellan im Mai in Sevilla eintrifft, findet er die Leiter der Casa de Contratación, die mit der Ausrüstung der Armada betraut worden sind, nicht sehr kooperationsbereit. Sie verlangen genauere Instruktionen, die jedoch wegen einer Pestepidemie am Königshof monatelang auf sich warten lassen. Erst im Spätsommer werden fünf in Cádiz vor Anker liegende Handelsschiffe gegen eine Entschädigung beschlagnahmt. Ein am 23. September eingereichter Protest gegen die Enteignung bleibt ohne Erfolg. Über den Winter werden die Schiffe Trinidad, San Antonio, Concepción, Santa Maria de la Victoria und Santiago, allesamt hochseetüchtige, dreimastige Naos,  generalüberholt.

#### Spanische Expeditionen in der „Neuen Welt“

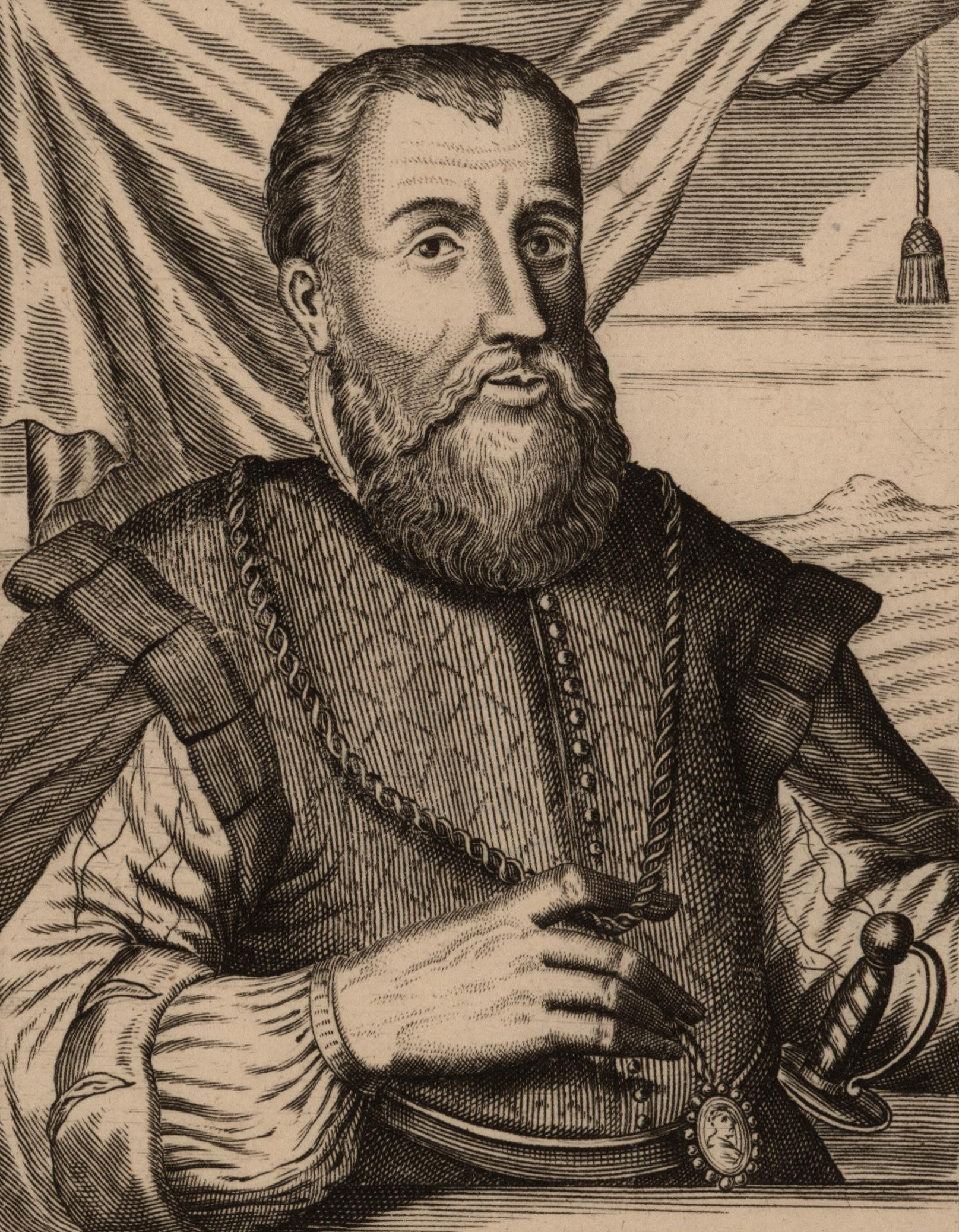
Diego Velázquez de Cuéllar

Die Expedition des Juan de Grijalva

Der spanische Abenteurer Juan de Grijalva läuft am 1. Mai mit vier Schiffen und 300 Mann von Kuba Richtung Yucatán aus. Er soll im Auftrag seines Onkels, des spanischen Statthalters auf Kuba, Diego Velázquez de Cuéllar, unbekannte Regionen in der Neuen Welt erkunden. Ende Mai erreicht er die Insel Cozumel vor Yucatán und nennt sie Isla de Santa Cruz. Grijalvas Expedition betritt das mittelamerikanische Festland am 8. Juni an der Stelle des heutigen Tabasco. Bei einer friedlichen Begegnung mit dem dortigen Maya-Fürsten Tabscoob werden Geschenke ausgetauscht. Auf ihrer Weiterreise entdecken die Spanier die Mündung eines Flusses, den sie Río Grijalva nennen.
Am 17. Juni setzt Juan de Grijalva bei San Juan de Ulúa als erster Europäer seinen Fuß auf aztekisches Territorium und trifft dort auf das Volk der Totonaken. Damit beginnt die Spanische Eroberung Mexikos. Der örtliche Gouverneur Moctezumas nimmt Kontakt mit den Spaniern auf. Grijalva sendet seinen Untergebenen Pedro de Alvarado mit den bislang erworbenen Wertgegenständen zurück nach Kuba. Dieser entdeckt auf dem Heimweg den Ort Atlizintla, den er nach sich selbst benennt.
Anfang Oktober kehrt Grijalva von seiner Expedition nach Kuba zurück. Auf dem Heimweg stößt er auf eine Insel, wo er eindeutige Spuren von Menschenopfern findet. Er benennt die Insel danach Isla de Sacrificios. Als Gouverneur Diego Velázquez de Cuéllar vom Goldreichtum des Landes im Westen erfährt, beschließt er eine weitere Expedition auszurüsten, mit deren Organisation und Durchführung er seinen Sekretär Hernán Cortés beauftragt.

#### Heiliges Römisches Reich

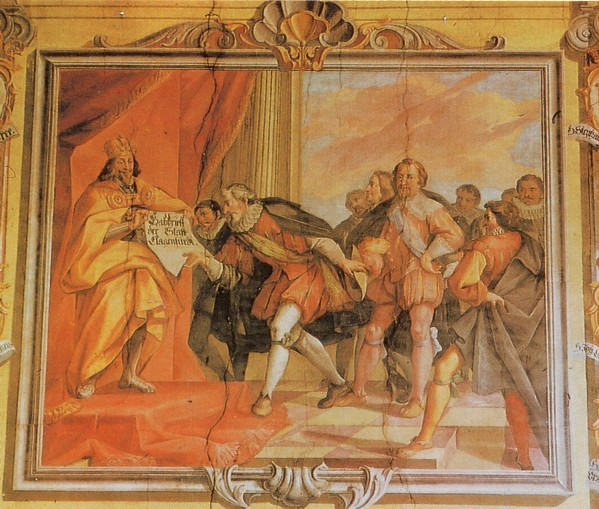
Maximilian I. schenkt den Landständen die Stadt Klagenfurt. Fresko von Josef Ferdinand Fromiller, 1740

- 24. April: In einem Gabbrief schenkt Kaiser Maximilian I. den Kärntner Landständen auf deren Bitte die 1514 abgebrannte Stadt Klagenfurt samt Burg und Bürgerschaft bei gleichzeitiger Aufhebung aller bürgerlichen Privilegien. Die neuen Eigentümer beauftragen den Baumeister Domenico dell’Allio wegen der heranziehenden Türkenkriege mit dem Bau einer Stadtbefestigung.
- Juni bis Oktober: Der Reichstag zu Augsburg befasst sich mit der Thronfolge des vermutlich an Darmkrebs erkrankten Kaisers Maximilian I. im Heiligen Römischen Reich. Er möchte die Nachfolge im Sinne seines Enkels Karl I. von Spanien regeln, was am Reichstag aber verweigert wird. Auch Kreuzzugspläne von Papst Leo X. und dem Kaiser gegen das Osmanische Reich scheitern. Die Reichsstände begründen ihre Ablehnung mit der Gravamina der deutschen Nation. Ludwig V. von der Pfalz gelingt es, die Aufhebung der noch unter seinem Vater Philipp im Landshuter Erbfolgekrieg verhängten Reichsacht gegen die Kurpfalz durchzusetzen.
- Unter Graf Edzard I. wird für die Grafschaft Ostfriesland das Ostfriesische Landrecht konzipiert, das, obwohl lange Zeit nur in Handschriften verfügbar, für die nächsten 300 Jahre formell gültiges Landesrecht sein wird.

#### Weitere Ereignisse in Europa

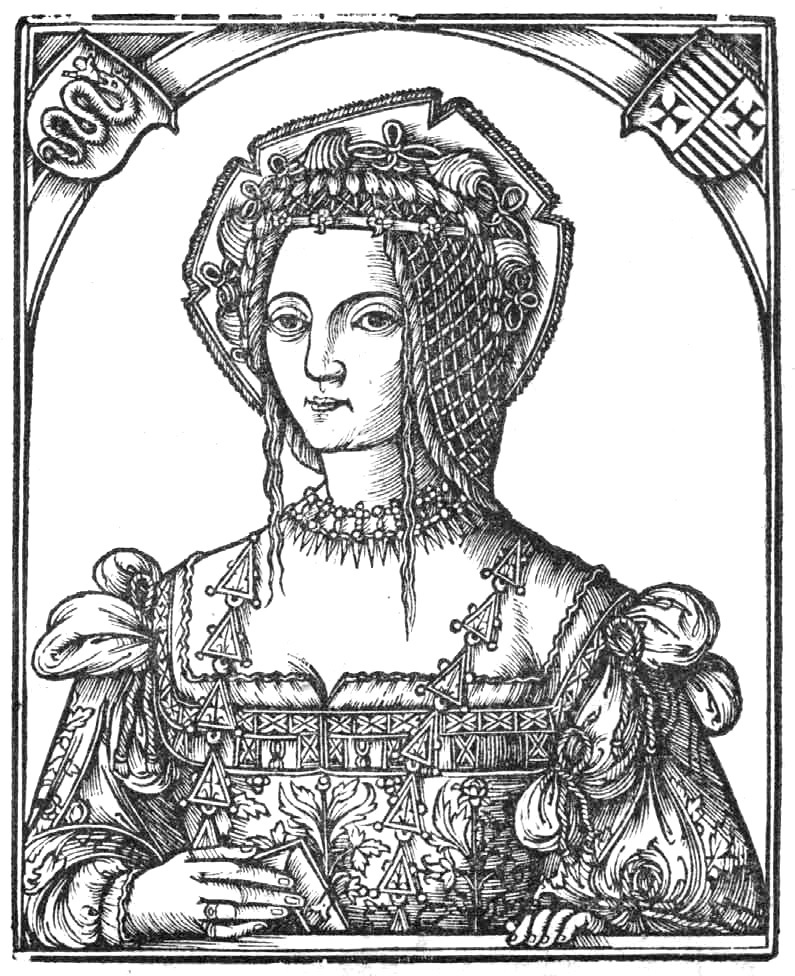
Bona Sforza um 1517

- 18. April: König Sigismund I. von Polen, in Personalunion Großfürst von Litauen aus dem Haus der Jagiellonen, heiratet in zweiter Ehe die italienische Prinzessin Bona Sforza, die im Anschluss gleich zur polnischen Königin gekrönt wird.

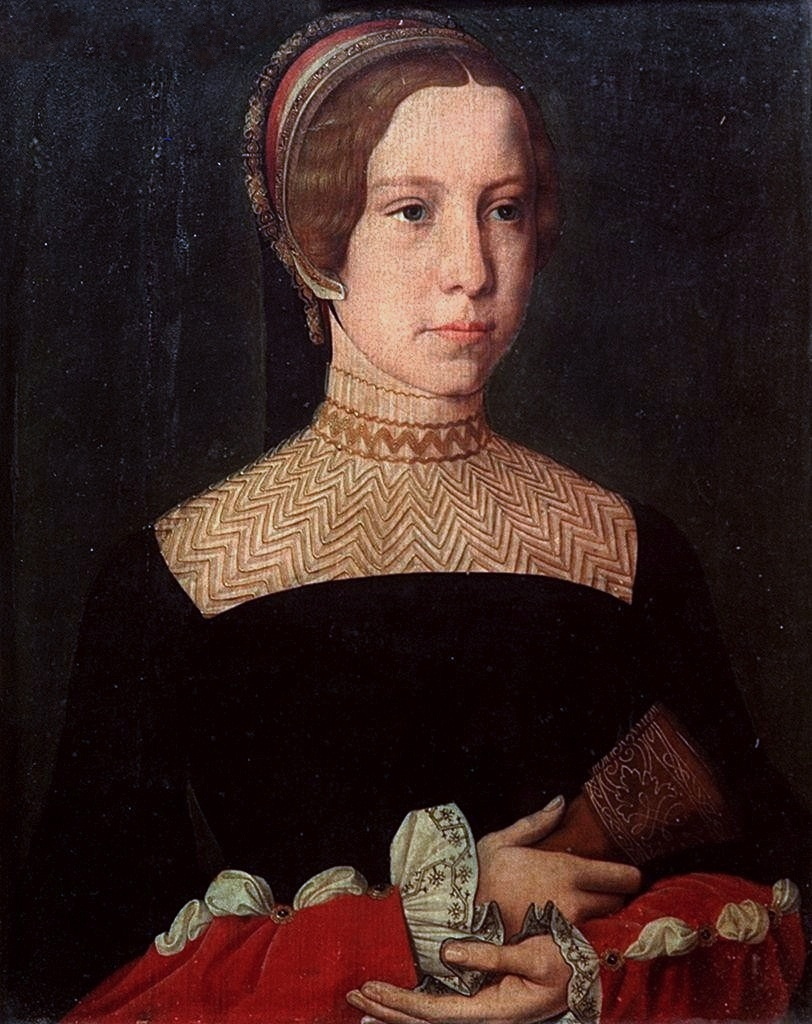
Madeleine de la Tour d’Auvergne

- 13. Mai: Lorenzo di Piero de’ Medici, Stadtherr von Florenz und Herzog von Urbino, heiratet in Amboise Gräfin Madeleine de la Tour d’Auvergne, womit sie ein Bündnis Papst Leos X. mit Frankreich besiegeln. Am 7. September treffen die beiden in Florenz ein.
- 27. Juli: König Christian II. von Dänemark und Norwegen versucht, den Einflussbereich der Kalmarer Union wieder auf Schweden auszudehnen, wird aber von einem schwedischen Heer unter Reichsverweser Sten Sture dem Jüngeren in der Schlacht bei Brännkyrka neuerlich besiegt. Nach der Schlacht wird eine sechsköpfige schwedische Abordnung, darunter Gustav Wasa, für Verhandlungen zu Christian gesandt, die dieser jedoch als Geiseln nimmt und mit ihnen nach Dänemark segelt. Sie werden auf Burg Kalø gefangengehalten.
- 8. Oktober: Frankreichs König Franz I. unterzeichnet die Gründungsurkunde für den auf Anregung von Großadmiral Guillaume Gouffier de Bonnivet erbauten Kriegshafen namens Franciscopolis, aus dem die Hafenstadt Le Havre am Atlantik hervorgehen wird.
- Oktober: Frankreich, England, das Heilige Römische Reich, der Kirchenstaat, Spanien, der Herzog von Burgund und die Niederlande schließen den Vertrag von London, der von Thomas Wolsey, päpstlicher Legat und Lordkanzler von England, ausgearbeitet worden ist. Sie verpflichten sich darin nicht nur zum Frieden untereinander, sondern sichern einander auch gegenseitige Unterstützung im Kriegsfalle zu.

#### Nordafrika
Nach dem Tod seines Bruders Arudsch vor Tlemcen im Kampf gegen die Spanier wird Khair ad-Din Barbarossa Bey von Algier. Noch im gleichen Jahr unterstellt der Korsar den aufstrebenden Barbareskenstaat der Oberhoheit des Osmanischen Reichs.

#### Portugiesisch-Indien
- Lopo Soares de Albergaria lässt an der Küste von Ceylon ein Fort errichten. Damit beginnt die portugiesische Kolonialgeschichte auf der Insel.
- Lopo Soares de Albergaria wird als Generalgouverneur von Portugiesisch-Indien abgelöst und durch Diogo Lopes de Sequeira ersetzt, der am 27. März mit einer Flotte aufbricht. Zurück in Portugal wird er wegen des Verdachts der Korruption auf Betreiben der Krone zunächst vor Gericht gestellt, später aber in allen Punkten freigesprochen.

#### Weitere Ereignisse in Asien
- Nach dem Tod des Reichsgründers Qasym Khan zerfällt das Kasachen-Khanat in drei Teilherrschaften, die Kleine Horde, die Mittlere Horde und die Große Horde.

### Wirtschaft
- In Leipzig erscheint die erste gedruckte eigene Bergordnung für den Silberbergbau in Sankt Joachimsthal.

### Wissenschaft und Technik

#### Mathematik
- Der deutsche Rechenmeister Adam Ries verfasst das für Kinder konzipierte Werk Rechnung auff der linihen, das erste von mehreren Rechenbüchern in deutscher Sprache. Dadurch erreicht er nicht nur einen größeren Leserkreis als bisherige Werke in lateinischer Sprache, sondern trägt auch zur Vereinheitlichung des Deutschen bei.

#### Lehre und Forschung
- 28. August: Der auf einen Griechisch-Lehrstuhl berufene Humanist Philipp Melanchthon hält seine Antrittsrede an der Universität Wittenberg.
- September: Das Collegium Trilingue in Löwen wird eingeweiht.

### Kultur
| Kultur | Kultur |
| --- | ------ |
| - Cinquecento in Italien - Renaissance - Hochrenaissance in Italien - Frührenaissance im deutschsprachigen Raum - Spätgotik - Manuelinik in Portugal - Plateresker Stil in Spanien |        |

#### Bildende Kunst

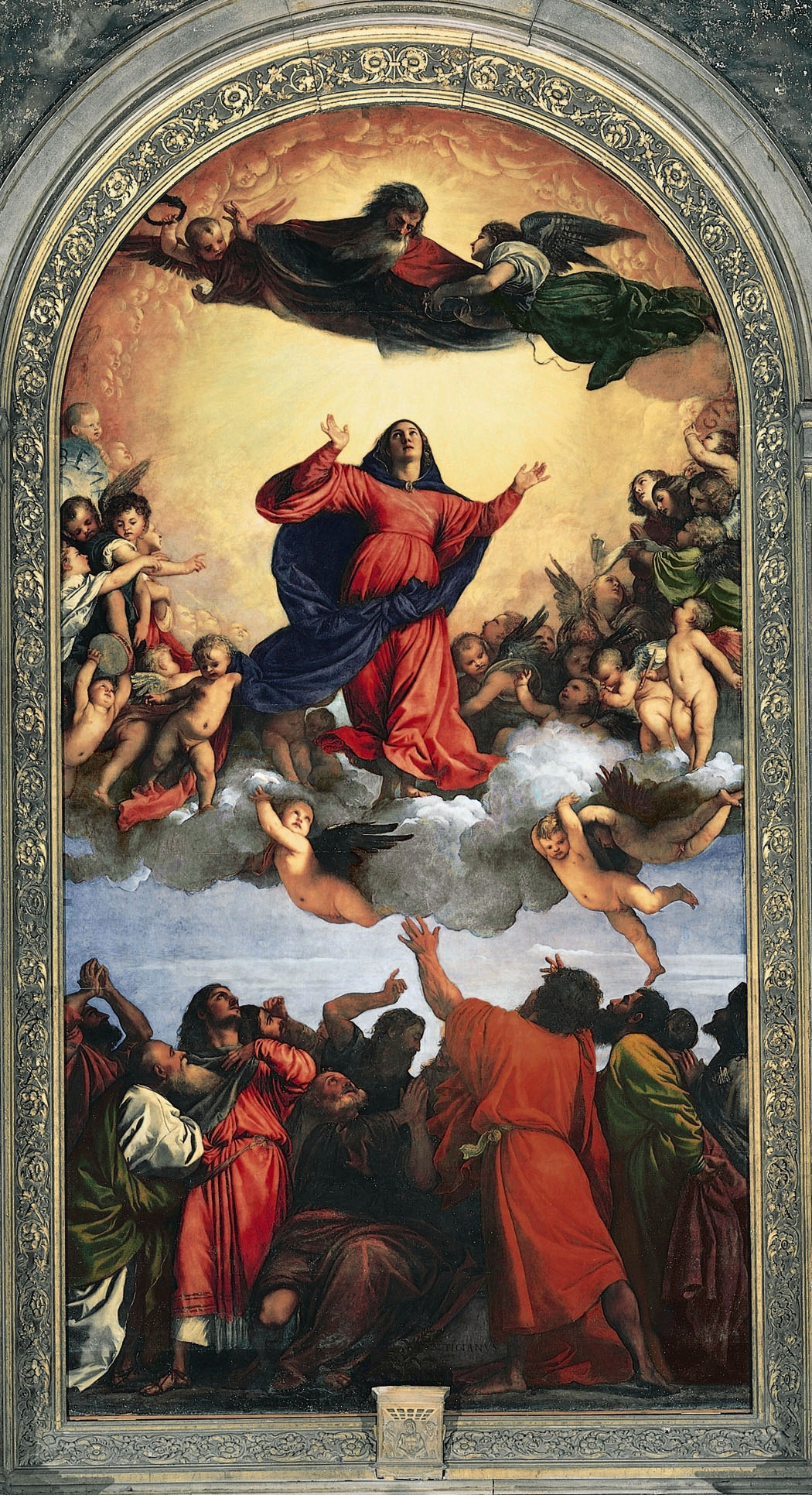
Mariä Himmelfahrt

- Tizian vollendet sein 1516 begonnenes Ölgemälde Mariä Himmelfahrt. Es wird am 19. Mai in der Kirche Santa Maria Gloriosa dei Frari in Venedig aufgestellt.
- Sodoma malt vier Fresken aus der Geschichte der Maria im Oratorium von San Bernardino von Siena.
- Raffael beginnt mit der Arbeit an dem Gemälde Selbstporträt mit einem Freund.
- um 1518: Albrecht Dürer malt das Porträt Jakob Fugger der Reiche.

### Religion

#### Martin Luther
- 3. Februar: Papst Leo X. wendet sich mit einem Breve an den Protomagister und Generalprior der Augustiner-Eremiten, um auf jenen Priester seines Ordens so einzuwirken, dass er dem Volk keine neuen Lehren verkünde. Während sich die sächsischen Augustinereremiten im März fast gänzlich hinter Luther stellen, klagen ihn die sächsischen Dominikaner im gleichen Monat wegen Ketzerei in Rom an. Der Papst beauftragt daraufhin den Hoftheologen Silvester Mazzolini mit einem Gutachten zu Luthers Thesen.

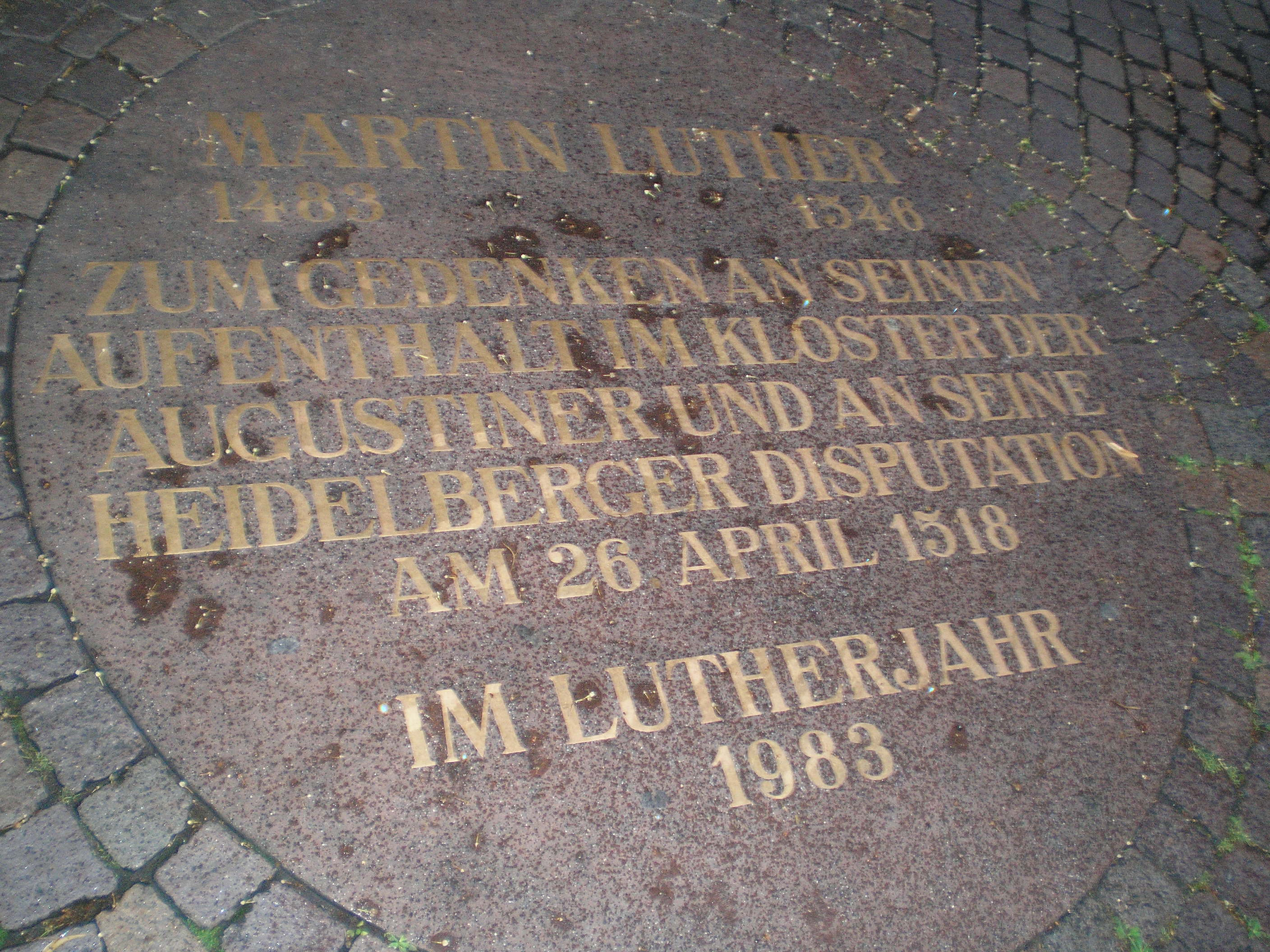
Gedenkstein an Martin Luther in Heidelberg

- 26. April: Während der Heidelberger Disputation, einem theologischen Streitgespräch an der Universität Heidelberg, legt Martin Luther seine Theologia crucis dar. Bei den an der Disputation beteiligten Professoren der theologischen Fakultät findet Luther keine Zustimmung, aber er gewinnt viele Anhänger unter den Studenten und Magistern der Artistenfakultät. Spätere Reformatoren wie Martin Bucer, Erhard Schnepf, Franciscus Irenicus, Martin Frecht und Johannes Brenz befinden sich unter den Zuhörern.
- Im Juli eröffnet die römische Kurie ein Verfahren gegen Luther, dessen Ergebnis ihm als citatio am 7. August zugestellt wird. Er soll sich binnen 60 Tagen in Rom einfinden, um sich gegen den Vorwurf der Häresie zu rechtfertigen. Sein Landesherr Friedrich der Weise erwirkt bei der Kurie Luthers Verhör auf dem Reichstag zu Augsburg.
- 23. August: In einem päpstlichen Breve wird Luthers notorische, also offenkundige Ketzerei festgestellt, die Beweiserhebung ist damit schon weitgehend abgeschlossen.
- 7. Oktober: Martin Luther trifft in Augsburg ein, um dem päpstlichen Gesandten Thomas Cajetan Rede und Antwort zu stehen.
- 12. Oktober: Das drei Tage dauernde Verhör von Martin Luther durch den Kardinal Thomas Cajetan, den päpstlichen Gesandten, beginnt nach dem Reichstag zu Augsburg. Luther verweigert unter Berufung auf das Evangelium den Widerruf seiner 95 Thesen und flüchtet vor drohender Verhaftung am 20. Oktober mit Hilfe von Freunden nächtens aus der Stadt. Über Nürnberg erreicht Luther am 31. Oktober Wittenberg.
- 9. November: In der von Cajetan mitformulierten Dekretale Cum postquam stellt Papst Leo X. fest, der Papst könne kraft seiner Schlüsselgewalt Sündenstrafen nachlassen durch die Austeilung des Schatzes der Verdienste Christi und der Heiligen. Der Ablass für die Toten wirke fürbittweise. Eine Begründung durch Bibel- oder Kirchenväterzitate wird nicht gegeben. Diese nachgereichte Präzisierung der Bulle Unigenitus Dei filius aus dem Jahr 1343 erlaubt es, Luthers Position als häretisch zu kennzeichnen.
- Kurfürst Friedrich der Weise antwortet auf den Befehl, Luther nach Rom auszuliefern, ausweichend, die Thesen seien noch nicht zur Genüge von Gelehrten ausdiskutiert, weshalb Luther in Sachsen nicht als Ketzer betrachtet werde.

#### Sonstiges
- Zur Stärkung Polens im Kampf gegen die Türken ruft Papst Leo X. das Jahr 1518 zu einem außerordentlichen Heiligen Jahr aus.

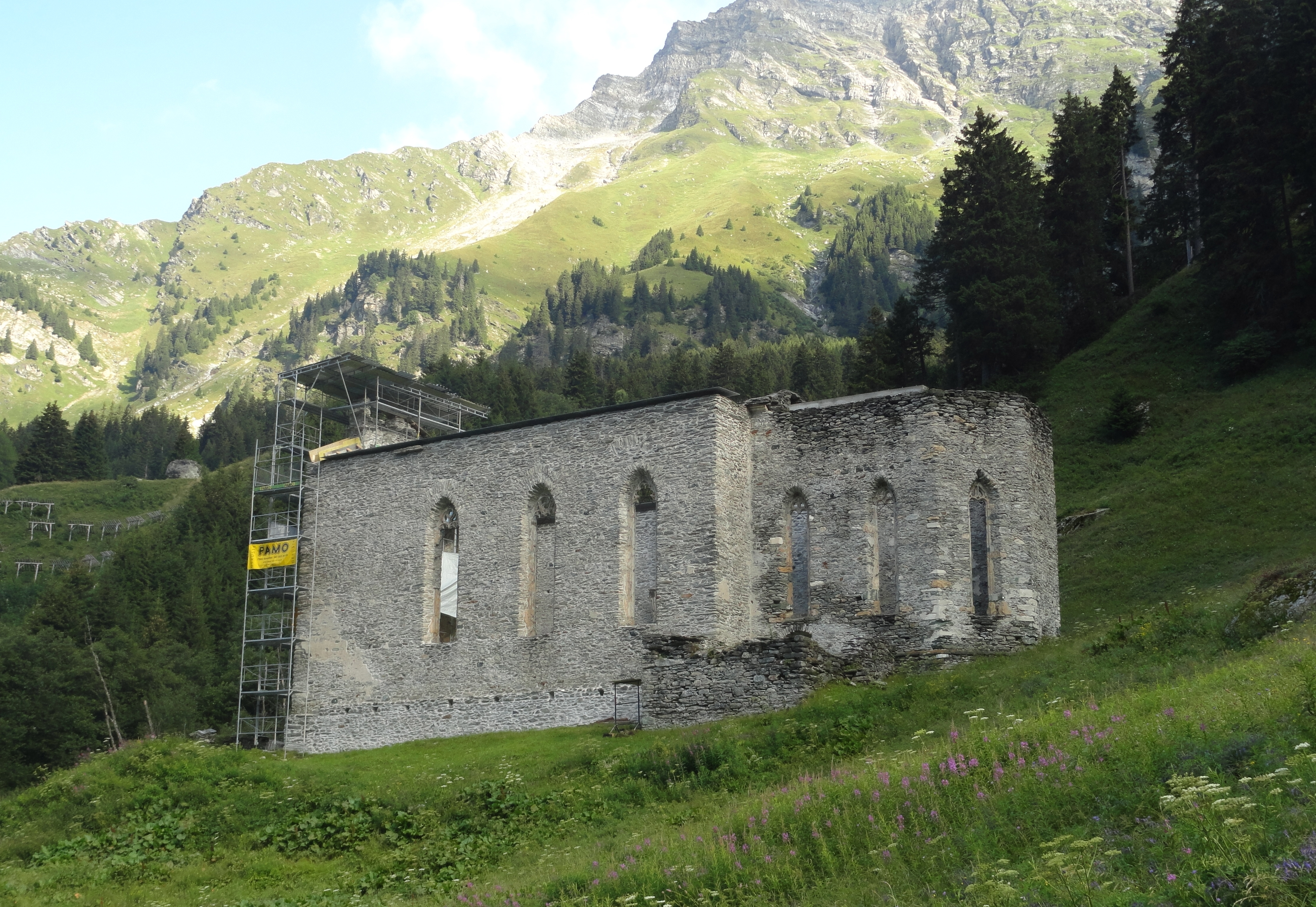
Kirchenruine San Gaudenzio heute

- 13. Mai: Die oberhalb des Dorfes Casaccia im Passtal Bergell neuerrichtete Wallfahrtskirche San Gaudenzio wird geweiht.
- 30. Juli: Girolamo Ghinucci wird päpstlicher Nuntius in England.
- Thomas Wolsey, zu diesem Zeitpunkt bereits Erzbischof von York und Lordkanzler von England, wird Administrator der Diözese Bath und Wells.

### Gesellschaft
Aus Straßburg wird ein Ausbruch der Tanzwut berichtet. Ausgehend von einer einzelnen Frau, die sich auf der Straße in einen haltlosen Tanz hinein steigert, wird aus der Straßburger Tanzwut ein Massenphänomen, bei dem angeblich viele hundert Menschen zu tanzen anfangen. Als mögliche Erklärungen werden neurologische Erkrankungen wie Chorea Huntington oder eine Vergiftung mit Mutterkorn diskutiert.

### Katastrophen
- In Europa beginnt eine neuerliche Pestwelle, die in Teilen bis 1525 anhält.
- 1518/1519: Die von den Spaniern nach Amerika eingeschleppten Pocken lösen verheerende Epidemien unter den Ureinwohnern aus.

## Geboren

### Geburtsdatum gesichert
- 20. Januar: Christoph Fischer, deutscher lutherischer Theologe († 1598)
- 02. Februar: Johannes Hommel, deutscher evangelischer Theologe, Mathematiker und Astronom († 1562)
- 07. Februar: Johann Funck, deutscher evangelischer Theologe († 1566)
- 13. Februar: Anton Brus von Müglitz, Bischof von Wien und Erzbischof von Prag († 1580)
- 28. Februar: Franz III., französischer Thronfolger und Herzog der Bretagne († 1536)

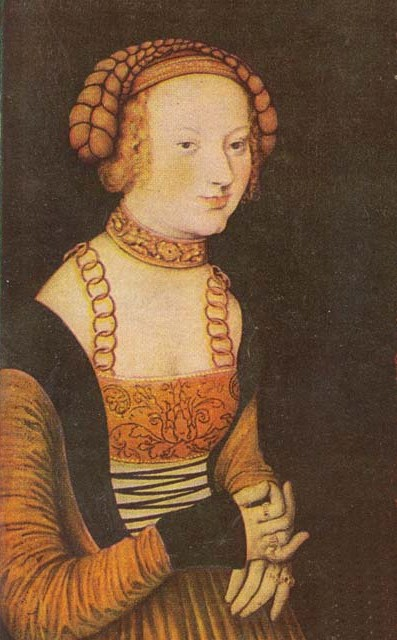
Sidonie von Sachsen

- 08. März: Sidonie von Sachsen, Herzogin zu Braunschweig-Lüneburg und Fürstin von Calenberg-Göttingen († 1575)
- 23. März: Hans Tetzel, Nürnberger Patrizier, Kaufmann und Montanunternehmer in spanischen Diensten in Kuba († 1571)

- 21. April: Johannes Kentmann, deutscher Mediziner und Naturforscher († 1574)
- 22. April: Antoine de Bourbon, Herzog von Vendôme, Titularkönig von Navarra († 1562)

- 08. August: Conrad Lycosthenes, deutscher Humanist und Enzyklopädist († 1561)
- 19. August: Kaspar Brusch, deutscher Humanist, katholischer Theologe, Historiker und Dichter († 1557)

- 01. November: Francisco de Enzinas, spanischer Humanist und Protestant († 1552)
- 23. November: Clemens Leusser, Abt des Zisterzienserklosters Bronnbach, Bürgermeister von Wertheim und Kaufmann († 1572)
- 26. November: Guido Ascanio Sforza di Santa Fiora, Kardinal der katholischen Kirche, Camerlengo († 1564)

- 13. Dezember: Klara von Sachsen-Lauenburg, Herzogin von Braunschweig-Gifhorn († 1576)
- 17. Dezember: Ernst III., Herzog von Braunschweig-Grubenhagen († 1567)
- 31. Dezember: Hieronymus Gerhard, württembergischer Staatsmann († 1574)

### Genaues Geburtsdatum unbekannt
- Antonio Badile, italienischer Maler († 1560)

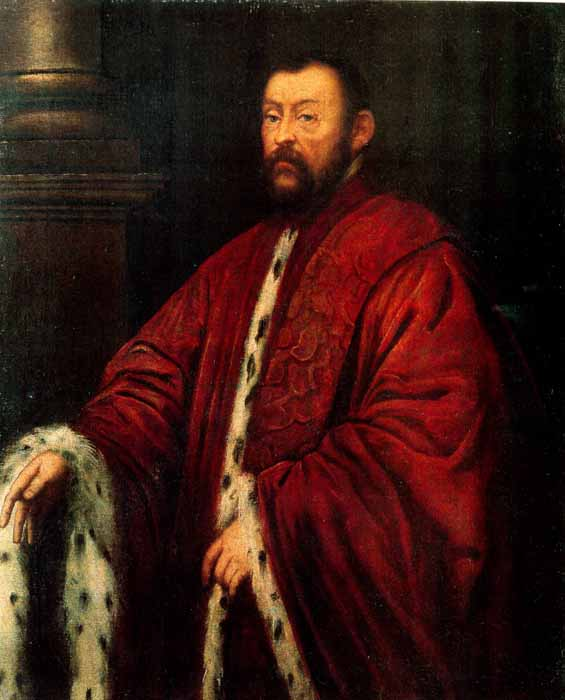
Marcantonio Barbaro auf einem Gemälde von Tintoretto

- Marcantonio Barbaro, venezianischer Adeliger und Diplomat († 1595)
- Dietrich von Bettendorf, Fürstbischof von Worms († 1580)
- Ñuflo de Chávez, spanischer Konquistador und Stadtgründer († 1568)
- Johann Esich, Bremer Bürgermeister († 1578)
- Leonardo Fioravanti, italienischer Arzt († 1588)
- Friedrich IV. von Wied, Erzbischof von Köln († 1568)
- Georg, Herzog von Simmern († 1569)
- Katharina von Braunschweig-Wolfenbüttel, Markgräfin von Brandenburg-Küstrin († 1574)
- Joachim Klinkow, Bürgermeister von Stralsund († 1601)
- Hubert Languet, französischer Diplomat, Jurist und reformierter Theologe († 1581)
- Loredana Marcello, Dogaressa der Republik Venedig († 1572)
- Ninian Winzet, Beichtvater von Maria Stuart († 1592)

### Geboren um 1518
- 1516/1518: Bartolommeo Genga, italienischer Maler und Architekt († 1558)
- Étienne Delaune, französischer Medailleur und Kupferstecher († um 1583)
- Elizabeth Seymour, englische Adelige († 1568)
- Mayken Verhulst, flämische Malerin († 1599 oder 1600)

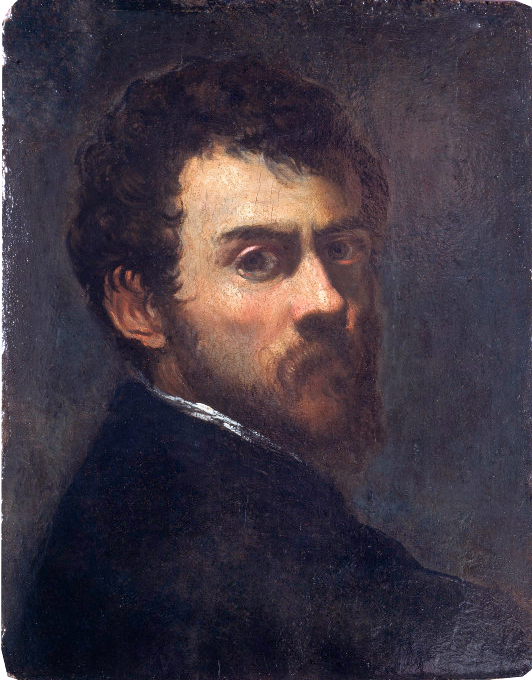
Selbstporträt Tintorettos als junger Mann

- 1518/19: Jacopo Tintoretto, italienischer Maler († 1594)

## Gestorben

### Todesdatum gesichert
- 000Januar: Johannes Adler, Hochschullehrer und zweimaliger Rektor der Universität Tübingen (* um 1474)
- 02. Februar: Christoph Beyer, deutscher Chronist (* 1458)
- 31. März: Heinrich Bebel, deutscher Humanist (* 1472)
- 10. April: Johann VI. von Saalhausen, Bischof von Meißen (* 1444)
- 31. Mai: Elisabeth von Brandenburg-Ansbach-Kulmbach, Markgräfin von Baden (* 1494)
- 10. Juli: Sibylle von Baden, Titular-Markgräfin von Baden und Gräfin von Hanau-Lichtenberg (* 1485)
- 16. August: Loyset Compère, flämischer Komponist, Sänger und Kleriker (* um 1440/1445)
- 30. August: Filippo Beroaldo der Jüngere, italienischer Philologe, Dichter und Bibliothekar (* 1472)
- 20. September: Vinzenz von Efferen, Herr der Burg Stolberg/Rhld.

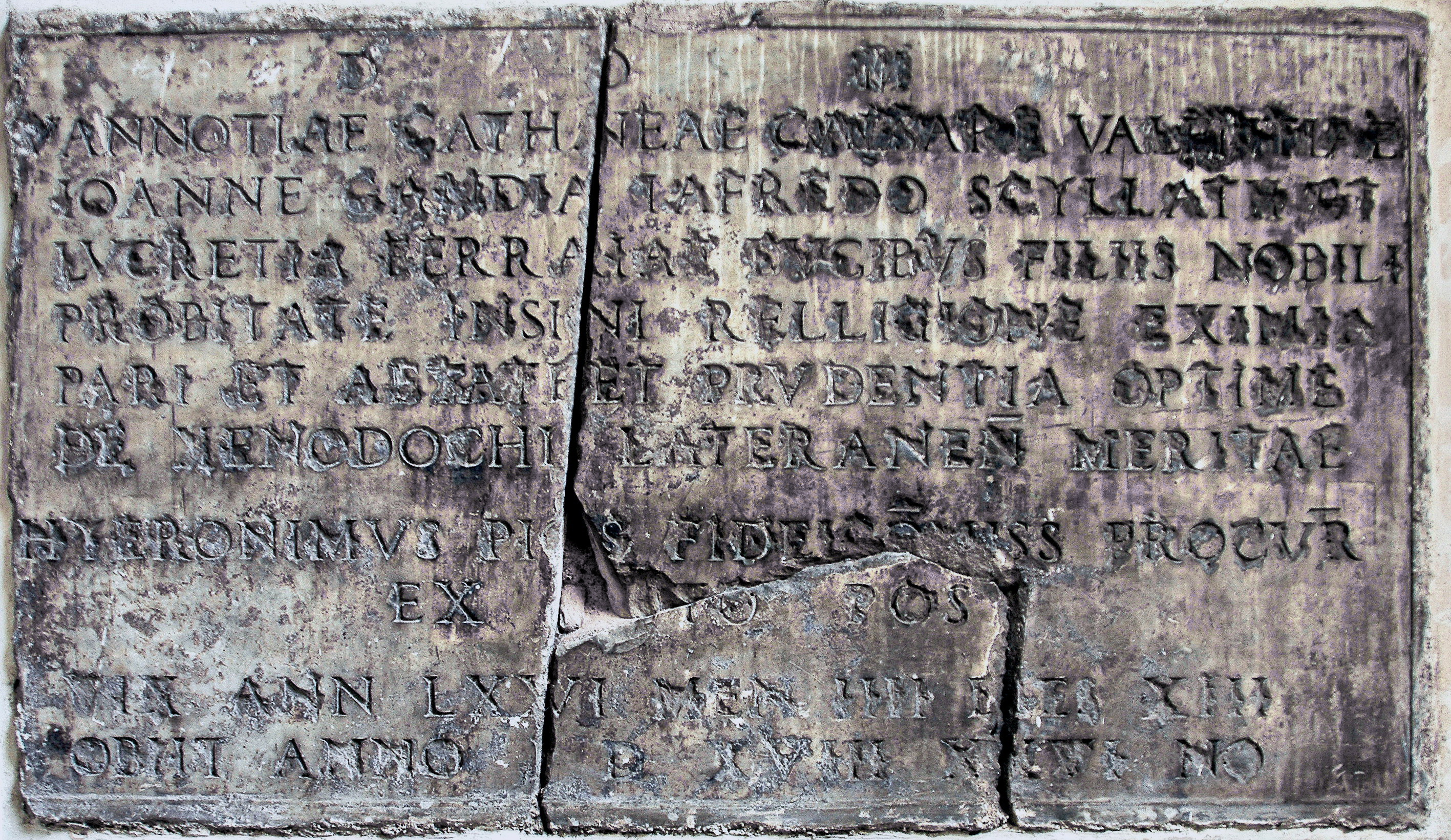
Grabplatte der Vannozza Cattanei

- 26. November: Vanozza de’ Cattanei, Mätresse des Kardinals Rodrigo Borgia, des späteren Papstes Alexander VI. (* 1442)
- 05. Dezember: Gian Giacomo Trivulzio, italienisch-französischer Heerführer, Marschall von Frankreich (* 1440/41)

### Genaues Todesdatum unbekannt
- Arudsch, osmanischer Korsar und Herrscher von Algier (* 1473)
- Diogo de Azambuja, portugiesischer Seefahrer und Entdecker (* 1432)
- Kabir, indischer Mystiker (* 1440)
- Pellegrino Prisciani, italienischer Humanist, Universitätslehrer, Geschichtsschreiber, Antiquar und Astrologe (* 1435)
- Bartholomäus Zeitblom, deutscher Maler der Spätgotik (* um 1455)

### Gestorben um 1518
- 1517/1518: Giovanni Battista Cima, italienischer Maler (* um 1460)